# استات‌کولن
استات‌کولن (statC) یا فرانکلین (Fr) یا یکای بار الکترواستاتیکی (esu) یکایی فیزیکی برای بار الکتریکی مورد استفاده در یکاهای الکترواستاتیکی سی‌جی‌اس و یکاهای گاوسی است.